# David Rice Atchison
Pour les articles homonymes, voir Atchison.
Cet article possède un paronyme, voir David Atkinson.
David Rice Atchison (11 août 1807 – 26 janvier 1886) est un homme politique américain, sénateur démocrate du Missouri. Il est président pro tempore du Sénat américain pendant six ans. Il est surtout connu pour la légende qui affirme qu'il aurait été pendant un jour, le 4 mars 1849, président des États-Unis de jure. Cette croyance est cependant rejetée par la quasi-totalité des historiens, chercheurs et biographes,.
Propriétaire d'une plantation et de nombreux esclaves, David Rice Atchison est aussi un activiste pro-esclavagiste influent et l'un des meneurs des Border Ruffians, largement impliqués dans les violences infligées aux abolitionnistes et autres free-staters au cours des évènements du Bleeding Kansas (« Kansas sanglant »), de 1854 à 1858[réf. nécessaire].
Le comté d'Atchison et la ville homonyme, au Kansas, ainsi que le comté d'Atchison dans le Missouri, ont été nommés en son honneur.

## «Président d'un jour»

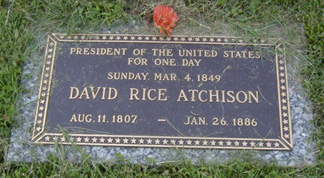
Plaque tombale d'Atchison à Plattsburg indiquant « en ».

Sa pierre tombale à Plattsburg, dans le Missouri, fait de lui un « président pour un jour ». De fait, le mandat du président sortant James Polk expirait le 4 mars 1849 à midi et son successeur Zachary Taylor refusa de prêter serment le jour même, qui était un dimanche. En tant que président pro tempore du Sénat et, à ce titre, Acting Vice President, vice-président par intérim selon la loi de succession présidentielle de l'époque, Atchinson aurait été, aux yeux de certains, Acting President, président par intérim pendant une journée.
Historiens, constitutionnalistes et biographes rejettent cette assertion. Ils soulignent que le mandat d'Atchison au Sénat se terminait lui aussi le 4 mars et que lui non plus ne prêta pas serment pour un nouveau mandat, ni ne fut réélu président pro tempore du Sénat, avant le 5 mars. En outre, la Constitution ne fait pas de la prestation de serment un prérequis de l'entrée en fonction, mais de son exercice. Atchison n'ayant lui-même jamais prêté serment, cela ne pouvait pas faire de lui le président par intérim. Pour la plupart des historiens et des spécialistes, le président élu entre automatiquement en fonction dès la fin du mandat du président sortant. D'autres considèrent simplement la fonction comme vacante jusqu'à la prestation de serment.